# Vallières-sur-Fier
Vallières-sur-Fier – gmina we Francji, w regionie Owernia-Rodan-Alpy, w departamencie Górna Sabaudia. W 2016 roku liczba ludności wynosiła 2530 mieszkańców. 
Gmina została utworzona 1 stycznia 2019 roku z połączenia dwóch ówczesnych gmin: Val-de-Fier oraz Vallières. Siedzibą gminy została miejscowość Vallières. 